# 珍妮特·奥特森
珍妮特·奥特森（德語：Jeanette Ottesen，1987年12月30日—）是一名丹麦女子游泳运动员，擅长自由泳和蝶泳，参加过2004年、2008年、2012年和2016年夏季奥运会，赢得2016年奥运会4×100米混合泳接力铜牌。她保持着100米自由泳的丹麦纪录。
她获得上海举办的2011年世界游泳锦标赛100米自由泳金牌，巴塞罗那举办的2013年世界游泳锦标赛50米蝶泳金牌，喀山举办的2015年世界游泳锦标赛50米和100米蝶泳两枚银牌。